# Star Wars 1313
Star Wars 1313 — отменённая компьютерная игра по вселенной Звёздных войн в жанре приключенческого боевика от третьего лица, созданием которой занималась LucasArts.
По заявлению Марка Рейна, вице-президента компании Epic Games, игра создавалась на движке Unreal Engine 3 и должна была выйти на PC, PlayStation 4 и Xbox One.
3 апреля 2013 года компания Disney закрыла студию LucasArts, сообщив об увольнении 150 сотрудников и об отмене разработки Star Wars 1313.

## Сюжет
Игра повествует о событиях в промежутке между третьим и четвертым эпизодами Звездных войн, происходящих на одном из нижних уровней планеты Корусант — 1313. Главный герой — Боба Фетт в ранней юности.

## Разработка
За месяц до анонса, 8 мая 2012 года, была зарегистрирована торговая марка Star Wars 1313. Игра была анонсирована на выставке Electronic Entertainment Expo 2012. К разработке также были подключены такие дочерние компании, как Industrial Light & Magic, Lucasfilm Animation и Skywalker Sound.

## Отмена игры
1 марта 2013 года, после покупки Lucasfilm компанией The Walt Disney Company, было объявлено, что разработка игры будет «заморожена», так как Disney хочет полностью сконцентрироваться на будущих фильмах. Но LucasArts опровергла данную информацию и заявила, что проект под названием Star Wars 1313 продолжает своё производство. 3 апреля 2013 года компания Disney закрыла студию LucasArts, сообщив об увольнении 150 сотрудников и об отмене разработки Star Wars 1313. После закрытия студии LucasArts её сотрудники подтвердили, что главным героем игры должен был стать выдающий себя за мандалорца Боба Фетт.
Во время интервью Slash Film, президент Lucasfilm Кэтлин Кеннеди согласилась, что концепт-арты игры выглядели сногсшибательно. Она добавила, что сейчас в Lucasfilm много думают над тем, как можно вернуть проект к жизни.